# Öresjön (Krogsereds socken, Halland)
Öresjön är en sjö i Falkenbergs kommun i Halland och ingår i Ätrans huvudavrinningsområde.